# 視丘前側核群
視丘前側核群（anterior nuclei of the thalamus，縮寫AN或anterior thalamic nuclei，視丘前核，縮寫ATN）是一群位於背側視丘前端的核團，包括前內側核、前背側核和前腹側核。

## 傳導
視丘前核透過腦穹窿接收來自海馬迴及下托傳入的資訊，並間接地透過乳狀體及乳頭丘腦束接受資訊。前側核群向扣帶回、邊緣系統及眶額皮質射出傳出纖維。
視丘前核顯示出與記憶相關的功能，前視丘病變的人由於海馬迴、乳狀體和乳頭丘腦束（MTT）通路輸入受阻，出現了不同形式的遺忘症狀，可見前視丘參與了情景記憶。儘管下視丘會傳遞資訊到乳狀體和視丘前核，但前視丘接收來自海馬迴細胞的輸入，這些細胞位於傳遞資訊到乳狀體的錐體細胞深層。
這些核團被認為是彼此相關聯的核團，是視丘核團中三個更廣泛的細分之一。這些核團接收來自大腦皮層的輸入，核團接收到的輸入會被整合並重新定向回大腦皮層的聯繫區域，前核調節重新分配到皮質的輸入。前核的連接與外側背核的連接相似。

## 功能
有研究認為視丘前側核群在調節警覺性方面發揮作用，並參與學習及情節記憶。視丘前側核群也被視為大腦邊緣系統的一部分。
近期研究認為視丘前核與負責空間導航的神經通路息息相關，特別是在轉動頭部時。視丘前核與海馬體的下腳複合體有雙向連結，下腳複合體中存在頭朝向細胞（head direction cells），負責調節頭部水平方向的運動所產生的訊號，而研究認為視丘前核也有這種細胞。當動物將頭轉向特定方向時，這些細胞就會活躍，最後由這些細胞的活動序列編碼動物感知自身在空間中的方向所需要的資訊。

## 附加圖片

視丘

## 外部連結
- NIF Search - Anterior Nuclear Group（页面存档备份，存于） via the Neuroscience Information Framework